# マリオ&ソニック AT 北京オリンピック
- マリオシリーズ > マリオ&ソニック > マリオ&ソニック AT 北京オリンピック
- ソニックシリーズ > マリオ&ソニック > マリオ&ソニック AT 北京オリンピック

『マリオ&ソニック AT 北京オリンピック』（マリオアンドソニック アット ペキンオリンピック、Mario & Sonic at the Olympic Games）は、任天堂とセガの共同開発によるWii・ニンテンドーDS用スポーツゲーム。発売は、日本では任天堂が、日本以外ではセガが担当している。
任天堂の看板キャラクターである「マリオ」とセガの看板キャラクターである「ソニック」が初めて正式に競演するゲームソフトである。様々なオリンピック競技を、Wii、DSによる直感操作でプレイする事が出来る。北京オリンピックをモチーフにされている。
日本国外を中心に売り上げを伸ばしてWii版とDS版を合わせた売上本数が世界累計1,000万本以上となり、以降、シリーズ化している。

## Wii版とニンテンドーDS版の相違点
Wii版とDS版の違いは、Wii版はWiiリモコンとヌンチャクを使った直感的な操作ができ、似顔絵チャンネルで作ったMiiを使うことが出来る。DS版はボタンとタッチペンとマイクを使った操作になっており、競技に参加出来る人数が4人に変更されている。収録されているオリンピック競技とドリーム競技は共通で遊べる競技と、Wii版とDS版でしか遊べない競技が収録されている。

## 参加選手
MiiはWii版のみ。マリオシリーズ側は英語で喋り、ソニックシリーズ側は日本語で喋る（日本国外版はソニック側も外国語で喋る）。なお、ソニックのみ設定の矛盾をなくすため、水泳では救命胴衣を着て参加している。

### マリオシリーズ
マリオ
声 : チャールズ・マーティネー
バランスタイプ
ルイージ
声 : チャールズ・マーティネー
バランスタイプ
ピーチ
声 : ジェン・テイラー
テクニックタイプ
デイジー
声 : ディアナ・マスタード
スピードタイプ
ヨッシー
声 : 戸高一生
スピードタイプ
ワリオ
声 : チャールズ・マーティネー
パワータイプ
ワルイージ
声 : チャールズ・マーティネー
テクニックタイプ
クッパ
声 : ケニー・ジェームズ
パワータイプ

### ソニックシリーズ
ソニック
声 : 金丸淳一
スピードタイプ
テイルス
声 : 広橋涼
テクニックタイプ
ナックルズ
声 : 神奈延年
パワータイプ
エミー
声 : 川田妙子
バランスタイプ
シャドウ
声 : 遊佐浩二
スピードタイプ
ブレイズ
声 : 高森奈緒
バランスタイプ
ベクター
声 : 三宅健太
パワータイプ
エッグマン
声 : 大塚周夫
テクニックタイプ

## その他の登場キャラクター
主に観客、審判、審査員、ギャラリーのミニゲームなどに登場。

### マリオシリーズ
キノピオ
ハンマー投げ（Wii）、三段跳（Wii）、走幅跳（Wii）、高飛込み（DS）、ドリームフェンシング（DS）
ノコノコ
ハンマー投げ（Wii）、高飛込み（DS）
クリボー
ギャラリー（Wii、DS）
ジュゲム
走幅跳（Wii）、ハンマー投げ（DS）、高飛込み（DS）
ヘイホー
ギャラリー（DS）、高飛込み（DS）
ボム兵
ギャラリー（Wii、DS）、観客（DS）
テレサ
ギャラリー（DS）
キラー
ギャラリー（Wii、DS）

### ソニックシリーズ
クリーム
やり投げ（Wii、DS）、高飛込み（DS）、エペ（DS）、三段跳（DS）、走幅跳（DS）、ドリームフェンシング（DS）
エスピオ
やり投げ（Wii）、ハンマー投げ（Wii）、高飛込み（DS）
チャーミー
やり投げ（Wii、DS）、ハンマー投げ（Wii、DS）、三段跳（Wii）、高飛込み（DS）
ビッグ
シングルスカル（Wii）
チャオ
観客（Wii、DS）
オモチャオ
観客（Wii、DS）
フリッキー
観客（Wii、DS）
キキ
ギャラリー（Wii、DS）、ドリームシューティング（DS）
エッグポーン
ギャラリー（DS）、ドリームシューティング（DS）
フラッパー
ギャラリー（Wii、DS）、ドリームシューティング（DS）

## 収録モード

### サーキット
複数の競技を行い、トータルで1位を目指すモード。
3つのレベルがあり、『ビギナークラス』、『スタンダードクラス』、『マスタークラス』がありその中に、サーキットがある。
このモードを完全にクリアしないと、すべての競技ができない。
更に、自分でサーキットを作り行う『フリーサーキット』もある。

### ワンマッチ
1つの競技をプレイするモード。
ドリーム競技等もプレイ可能。

### ミッション
キャラクターによって違うミッション(課題)にチャレンジするモード。
例えば、「ハンマー投げ」で「60mと65mの間に投げろ」や「100m走」で「マリオに勝て」等がある。

## 収録されている競技

### オリンピック競技
フェンシング - エペ
前後移動、突き、払い、フェイントを駆使してポイントを奪い合う。
フェンシング－フルーレ
アーチェリー
的に矢を放ち得点を競う。A+Bを押しながらリモコンを引くと的1つとカーソル2つが表示される。片方のカーソルはリモコンのポインタでポイントするのみで、もうひとつのカーソルはヌンチャクの傾きで位置を調整する。（慣性が働いている） Aボタンを押すと矢を放つ。2つのカーソルが近い位置だとブレにくくなる。またこれらとは別に風向と風の強さの環境の要素も影響する。
射撃 - スキート
射撃に入る前に集中力を決定する。心臓の鼓動のような動きをする画面が表示されるので中心に近い位置で止めるとカーソルが大きくなり有利になる。逆に遠い位置に止めると小さくなる。その後、射撃を行う。
体操 - トランポリン
トランポリンに着くときにリモコンを振り上げることで高くジャンプできる。7m以上のジャンプになると、A、B、ひねりの3つが並んだパターンが表示されるので、着地するまでに上から順に入力していく。
体操 - 跳馬
リモコン＋ヌンチャクを交互に振って助走し、踏み切り板のところでリモコンを振り上げる。飛んでいる最中に「！」マークが出るのでタイミング良く、リモコン、ヌンチャク、あるいは両方同時に振ると演技をしていく。着地時にふらついた場合はリモコン＋ヌンチャクを振って安定させる。
陸上・フィールド - 走り高跳び
リモコン＋ヌンチャクを交互に振って助走する。このときスピードを上げるとジャンプ範囲が広くなる。ある程度近づくとスピードがロックされる。キャラクターがジャンプ範囲に入ったらできるだけジャンプ範囲の先端でリモコンを振り上げる。キャラが棒を越える時にヌンチャクを振り上げる。
陸上・フィールド - 棒高跳び
陸上・フィールド - 走り幅跳び
リモコン＋ヌンチャクを交互に振って助走する。赤のラインの手前でリモコンを振り上げてジャンプする。
陸上・フィールド - 三段跳び
基本的に走り幅跳びと同じだが、リモコンを振り上げた後、ヌンチャク、リモコンを順に上げる。
陸上・フィールド - 槍投げ
陸上・フィールド - ハンマー投げ
陸上・トラック - 200m走
陸上・トラック - 1500m走
陸上・トラック - 110m/400mハードル
陸上・トラック - 4×100mリレー
陸上・トラック - 100m/400m
トラック競技は基本的にWiiリモコンとヌンチャクを振るだけである。
ボート - シングルスカル
卓球 - シングルス
競泳 - 100m自由形
競泳 - 50m自由形
競泳 - 4×100mリレー
競泳 - 200m平泳ぎ
競泳 - 10m高飛び

### ドリーム競技
ドリームレース
マリオカートシリーズのようなアイテムを使いながら、コース上の障害物を避けながら1位を目指す。ヌンチャクのスティックで左右移動、走る操作はトラック競技と同様。
ドリーム卓球
通常の卓球とはルールが異なり続いたラリー回数がそのままポイントとして加算される。サーキットモードでは50pts1セット先取となっている。
ゲージが貯まるとA+Bを押しながらの操作で必殺技を撃つことができる。
ドリームフェンシング
通常のフェンシングとは異なり体力ゲージを無くした方の勝ち。必殺技のゲージが貯まるとA+Bで必殺技を使用できる。うまく当てると相手を場外へ出すことができ体力をかなり奪える。
ドリーム高飛び込み
10000mの上空から飛び降りながら演技していく。途中にあるアイテムを拾ったり障害物を避けながら進んでいく。途中に設置してあるリングを通過すると、トランポリンのような入力パターンが表示されるので、それを制限時間内に入力するとポイントが加算される。その他チェックポイントでの順位や、障害物衝突によるペナルティなどがあり、着水時の得点の累計を競う。
ドリームカヌー
カヌーをこぎながらコインを多く取った方が勝ち。赤こうらやエクスプロージョンなどアイテムをうまく使いながら相手から多くコインを奪うことで勝敗が左右される
ドリームボクシング
相手の体力ゲージを３回なくし、TKOをするか。相手から１０カウントを取った方が勝ち。右ストレートと左ジャブ、左右のフック、左右のボディ、防御、カウンター、スウェイ、必殺技をうまく使い分けながら戦う。
ドリーム走幅跳
通常の走幅跳とは違い、助走をつけたら、大ジャンプをし、滑空しながらリングを取りながら風に乗り、アイテムを使いながらより遠くの島まで飛んだほうが勝ち。海に落ちると失格になる。
ドリームシューティング
城に現れるキキやフラッパーを多く倒したほうが勝ち。銃は１０発撃つと弾切れなるのでリロードが必要となる。連続で命中するとコンボボーナス、キャラクター風船を撃つとより高得点が取れる。バルーンやスーパーキノコなどアイテムを使うとより有利になる。
ドリームバスケ
飛んでくるボールをキャッチし、飛んでいるゴールにシュートし、多く点を稼いだ者が勝ちとなる。カオスエメラルドなどのアイテムやコンボをすることでより有利なる。

## ギャラリー

### Wii版
- おぼえてボイス
- カウントマスター
- カードゲーム
- モグラたたき
- バウンドボール

### ニンテンドーDS版
- リプレイ
- シュート
- カルタ（LV1）→しんけいすいじゃく（LV1）→シャッフル→カルタ（LV2）→しんけいすいじゃく（LV2）
- ひこうせん
- ベルトコンベア

## 開発
本作の企画は、セガから任天堂に打診した「マリオとソニックで何かやりたい」というコラボレーション提案が起点となっている。それぞれが世界的な人気を誇るキャラクターであり、独自の世界観を確立していたためそれらの摺り寄せには大きな舞台が必要と考えられ、当時オリンピック題材のゲーム制作権を獲得したセガが世界観を包括する舞台としてふさわしいと提案した。
本作のプロデューサーを務めた大橋修はソニックチャンネルとのインタビューの中で、キャラクターと競技のバランス調整に苦労したと振りかえっている。
たとえば、ソニックは泳げないという設定があり、当初ソニックチーム側は水泳に出場させることができないとしていた。それでも、プロデューサーを務めた大橋修は、どうしてもソニックを水泳に参加させたいという思いから、ソニックチームに「補助器具を付けてでも参加させたい」と相談したところ、ライフジャケットを着用させてはどうかという提案が返ってきた。最終的にソニックはライフジャケットを着用したうえで、水中を走りながら泳ぐという形で水泳に参加させることができた。
また、本作には様々な体型のキャラクターが登場しており、それに関連した調整も行われた。
たとえば、走り高跳びの場合、クッパは甲羅があるため他のキャラクターのように背面飛びができないため、試行錯誤の末にベリーロールに変更された。
当初の予定ではマリオシリーズのドンキーコング、キャサリン、ソニックシリーズのシルバー、ジェットも登場する予定だったが結局見送られた（ただし、データは残っている）。これらのキャラクターは後のシリーズ作品で登場している。

## 備考
- 2008年1月2日に放送された『ぷっ』すまの記憶力絵心クイズのおごり阻止対決にこのゲームが使われた。
- ピーチの声を担当しているジェン・テイラー（英語版）は、この作品を最後に降板した。後任はサマンサ・ケリー。